# Lichtenau im Waldviertel
Lichtenau im Waldviertel ist eine Marktgemeinde mit 2028 Einwohnern (Stand 1. Jänner 2025) im Bezirk Krems-Land in Niederösterreich.

## Geografie
Lichtenau im Waldviertel liegt im Waldviertel in Niederösterreich. Die Fläche der Marktgemeinde umfasst 58 Quadratkilometer. Ein Drittel der Fläche ist bewaldet, mehr als sechzig Prozent werden landwirtschaftlich genutzt.

### Gemeindegliederung
Das Gemeindegebiet umfasst folgende 18 Ortschaften und Katastralgemeinden (in Klammern Einwohnerzahl Stand 1. Jänner 2025):
- Allentsgschwendt (148)
- Brunn am Wald (124)
- Ebergersch (61)
- Engelschalks (27)
- Erdweis (65)
- Gloden (83)
- Großreinprechts (161)
- Jeitendorf (90)
- Kornberg (24)
- Ladings (51)
- Lichtenau (423)
- Loiwein (268)
- Obergrünbach (142)
- Pallweis (116) samt Steineck
- Scheutz (50) samt Brauhaus
- Taubitz (101)
- Wietzen (50)
- Wurschenaigen (44)

Die Marktgemeinde Lichtenau ist Mitglied der Kleinregion Kampseen.

### Nachbargemeinden
| Waldhausen (Zwettl)  | Rastenfeld    |       |
| Sallingberg (Zwettl) | Kompass       | Gföhl |
|                      | Albrechtsberg |       |

## Geschichte
1101 wurde der Name Lichtenau erstmals in einer Urkunde erwähnt (Konrad von „Lichtenowe“). Als Pfarre wurde der Ort 1332 erstmals erwähnt. Für 1428 weist das Archiv des Schlosses Brunn am Wald einen Schulmeister in Lichtenau nach. Ab dem 15. Jahrhundert war Lichtenau in Besitz der Neudegger, es folgten mehrere Besitzerwechsel. Johann Hartmann von Trautmannsdorf war 1584 in Lichtenau, in diesem Jahr wurde auch das Schloss Brunn am Wald neu gebaut. 1678 gelangte Lichtenau in den Besitz der Sinzendorfer, bevor die Grafen Herberstein Lichtenau sowie mehrere Güter und Schlösser in der Umgebung 1684 erwerben. Unter dieser Familie wurde vor allem das Gut Brunn am Wald ausgebaut (Schüttkasten mit Keller – imposantes Ziegelgewölbe). 1755–1757 wurde die heutige Barockkirche unter Pfarrer Adam Hiesinger errichtet, sie wurde dem Heiligen Ägydius geweiht. 1812 erwarb Joseph Michael von Ehrenfels Schloss und Herrschaft Lichtenau.
1932 starb der Philosoph Christian von Ehrenfels, ein Mitbegründer der „Gestaltlehre“. Hermann Ehrhardt, ein politisch bedeutender Freikorpsführer in Deutschland, erwarb 1936 Schloss und Gut Brunn am Wald. Ehrhardt starb 1971 und wurde im Friedhof Lichtenau bestattet. Lichtenau blieb im Besitz der Familie Ehrenfels. Im Frühjahr 2020 ging es an einen privaten Käufer.
Bei der ersten Gemeindezusammenlegung 1968 vereinigten sich die Gemeinden Lichtenau, Allentsgschwendt, Ladings, Loiwein und Taubitz zur „Marktgemeinde Lichtenau im Waldviertel“. 1970 folgte die erste Ausbaustufe der Holzindustrie Schweighofer auf dem Gebiet der KG Jeitendorf. Es ist dies der bedeutendste Betrieb, der sich zum Teil auf dem Gemeindegebiet von Lichtenau befindet. Mit der zweiten Gemeindezusammenlegung 1971, bei der sich die Gemeinden Brunn am Wald, Großreinprechts (mit Gloden), Jeitendorf, Obergrünbach und Pallweis der Marktgemeinde anschlossen, erreichte Lichtenau die heutige Größe.
1974 wurde das Amtshaus Lichtenau eröffnet und die Volksschule Loiwein zum ersten, eingruppigen Kindergarten umgebaut. Im gleichen Jahr wurde der Sportverein Lichtenau gegründet und die erste Sportanlage eingerichtet. Die Gründung des Fremdenverkehrsvereines (heute Tourismus- und Kulturverein) erfolgte 1984. Als erste biologische Anlage wurde 1984 die Kläranlage Lichtenau in Betrieb genommen. Die Turnhalle mit Mehrfachfunktion wurde 1986 fertiggestellt. 1987 wurde im Kindergarten Loiwein eine zweite Gruppe eingerichtet. Westlich der Ortschaft wurde 1990 eine Teilumfahrung von Lichtenau errichtet. 1991/92 wurde der Hauptplatz von Lichtenau neu gestaltet. 1993 folgten die Eröffnung des neuen Volksschulgebäudes in Lichtenau und die Gründung der Kleinregion „Kampstauseen/Gföhlerwald“, heute „Kampseen“. Durch einen Zubau konnte 1995 die dritte Kindergartengruppe in Loiwein eingerichtet werden. Da die Gemeinde Baugründe ankaufte, konnte 1995 eine großflächige Siedlungserweiterung erfolgen. 1998 wurden der erste Dorferneuerungsverein (Allentsgschwendt), der gleich sein erstes Projekt („Alte Schule“) umsetzte, und der Musikverein Lichtenau gegründet. Ebenfalls in diesem Jahr wurde die Wasserversorgungsanlage Siedlung Lichtenau errichtet. 1999 eröffneten die neue Sportanlage und das Feuerwehrhaus in Lichtenau.
Am 1. November 2001 wurde der Gendarmerieposten Lichtenau geschlossen. Der Ausbau der Abwasserbeseitigung für alle Orte der Gemeinde begann 2002 mit dem Projekt Loiwein-Brunn am Wald-Wurschenaigen. Am 10. Juni 2002 schloss das Postamt, gleichzeitig wurde von der Gemeinde die Postpartnerstelle gegründet. Als erster Ort begann 2003 Loiwein die Ortsraumgestaltungen nach den Kanal- und Wasserleitungsbauten. 2004 wurden die Caritas und die Sozialstation in Lichtenau 8 gegründet (2010 Neueröffnung in den Räumen des Amtshauses). In den Räumen der ehemaligen Gendarmerie eröffnete 2007 eine Zahnarztordination. 2008–2009 wurde der Gewerbepark errichtet. Neben dem Ankauf von Grundflächen wurden Optionsverträge für Erweiterungen und Herstellung der Infrastruktur in Lichtenau geschlossen. 2009 eröffnete das Museum „Der Bauer als Selbstversorger“. Die Entflechtung und Erweiterung des Kanals, die Erweiterung der Wasserversorgung auf den ganzen Ort sowie die Verkabelung aller Strom- und Telefonleitungen erfolgten 2009–2010. Im gleichen Zeitraum wurde das Nahwärmeprojekt Hauptplatz Lichtenau für 12 Häuser ausgeführt. 2010–2012 wurde der „Karikaturengarten“ in Brunn am Wald, ein sehenswertes und bereits begehrtes Ausflugsziel, errichtet. 2012 war die Neugestaltung des Hauptplatzes Lichtenau vollendet. Im gleichen Jahr wurden Photovoltaikanlagen für gemeindeeigene Häuser und Anlagen mit 81 kWp Gesamtleistung in Betrieb genommen. Am 1. Dezember 2012 trat Gemeindeamtsleiter Richard Rauscher nach über 41 Dienstjahren in den Ruhestand. Das digitale Kleindenkmäler-Erfassungsprojekt des Jahres 2013 beinhaltet 112 Objekte.

### Bevölkerungsentwicklung
| Lichtenau im Waldviertel: Einwohnerzahlen von 1869 bis 2025 | Lichtenau im Waldviertel: Einwohnerzahlen von 1869 bis 2025 | Lichtenau im Waldviertel: Einwohnerzahlen von 1869 bis 2025 | Lichtenau im Waldviertel: Einwohnerzahlen von 1869 bis 2025 | Lichtenau im Waldviertel: Einwohnerzahlen von 1869 bis 2025 |
| ----------------------------------------------------------- | ----------------------------------------------------------- | ----------------------------------------------------------- | ----------------------------------------------------------- | ----------------------------------------------------------- |
| Jahr                                                        |                                                             |                                                             |                                                             | Einwohner                                                   |
| 1869                                                        | 1869                                                        |                                                             | 2.885                                                       | 2.885                                                       |
| 1880                                                        | 1880                                                        |                                                             | 2.870                                                       | 2.870                                                       |
| 1890                                                        | 1890                                                        |                                                             | 2.818                                                       | 2.818                                                       |
| 1900                                                        | 1900                                                        |                                                             | 2.742                                                       | 2.742                                                       |
| 1910                                                        | 1910                                                        |                                                             | 2.826                                                       | 2.826                                                       |
| 1923                                                        | 1923                                                        |                                                             | 2.711                                                       | 2.711                                                       |
| 1934                                                        | 1934                                                        |                                                             | 2.638                                                       | 2.638                                                       |
| 1939                                                        | 1939                                                        |                                                             | 2.702                                                       | 2.702                                                       |
| 1951                                                        | 1951                                                        |                                                             | 2.504                                                       | 2.504                                                       |
| 1961                                                        | 1961                                                        |                                                             | 2.349                                                       | 2.349                                                       |
| 1971                                                        | 1971                                                        |                                                             | 2.304                                                       | 2.304                                                       |
| 1981                                                        | 1981                                                        |                                                             | 2.205                                                       | 2.205                                                       |
| 1991                                                        | 1991                                                        |                                                             | 2.085                                                       | 2.085                                                       |
| 2001                                                        | 2001                                                        |                                                             | 2.067                                                       | 2.067                                                       |
| 2011                                                        | 2011                                                        |                                                             | 2.043                                                       | 2.043                                                       |
| 2021                                                        | 2021                                                        |                                                             | 2.061                                                       | 2.061                                                       |
| 2025                                                        | 2025                                                        |                                                             | 2.028                                                       | 2.028                                                       |
| Quelle(n): Statistik Austria, Gebietsstand 1.1.2021         |                                                             |                                                             |                                                             |                                                             |

Nach einem starken Bevölkerungsrückgang in der 2. Hälfte des 20. Jahrhunderts hat sich die Einwohnerzahl stabilisiert. Von 2001 bis 2011 gab es eine leicht negative Wanderungsbilanz, aber eine Geburtenbilanz von +5.

## Kultur und Sehenswürdigkeiten
- Schloss Brunn am Walde
- Schloss Lichtenau im Waldviertel

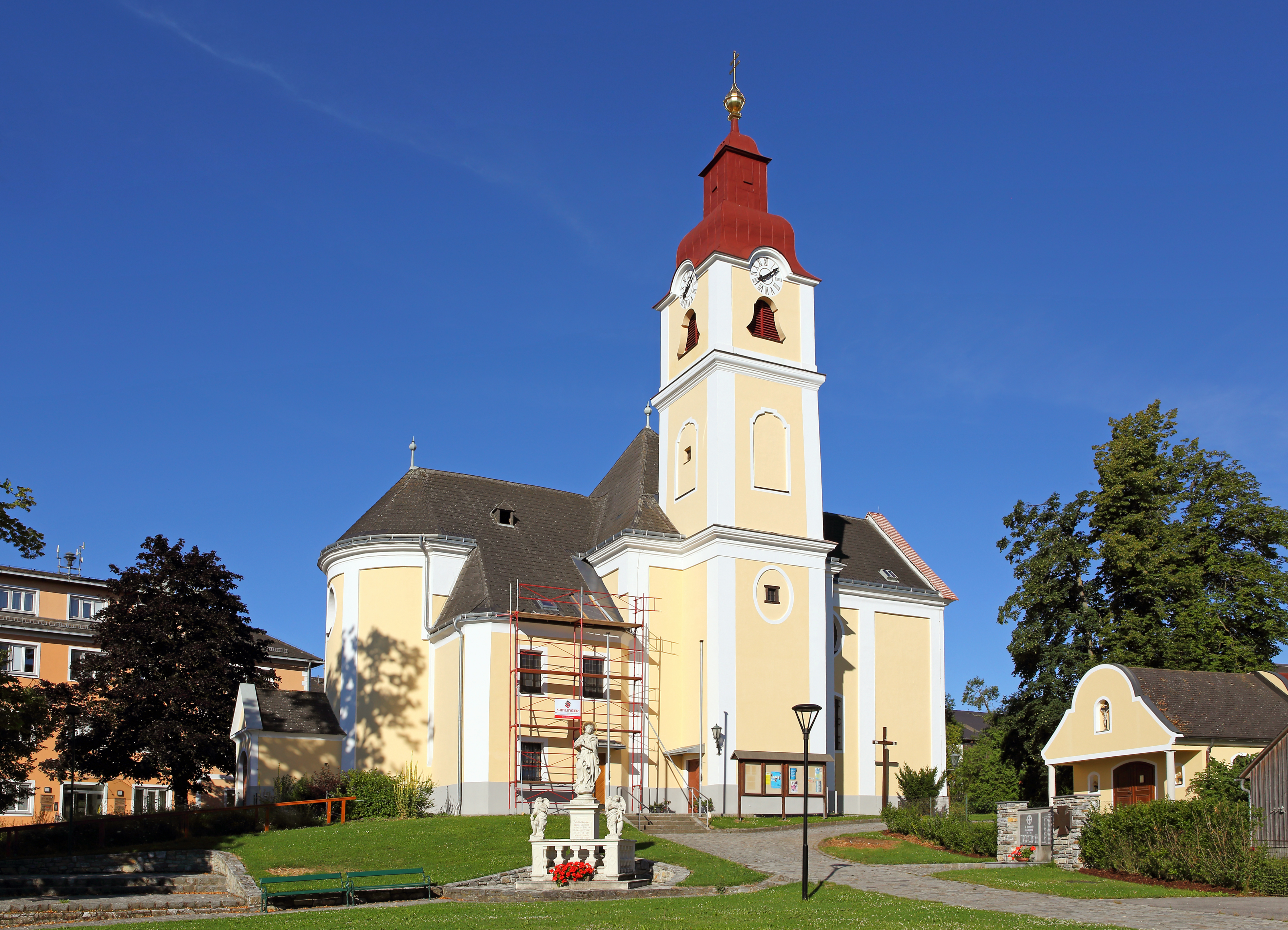
Pfarrkirche Lichtenau im Waldviertel

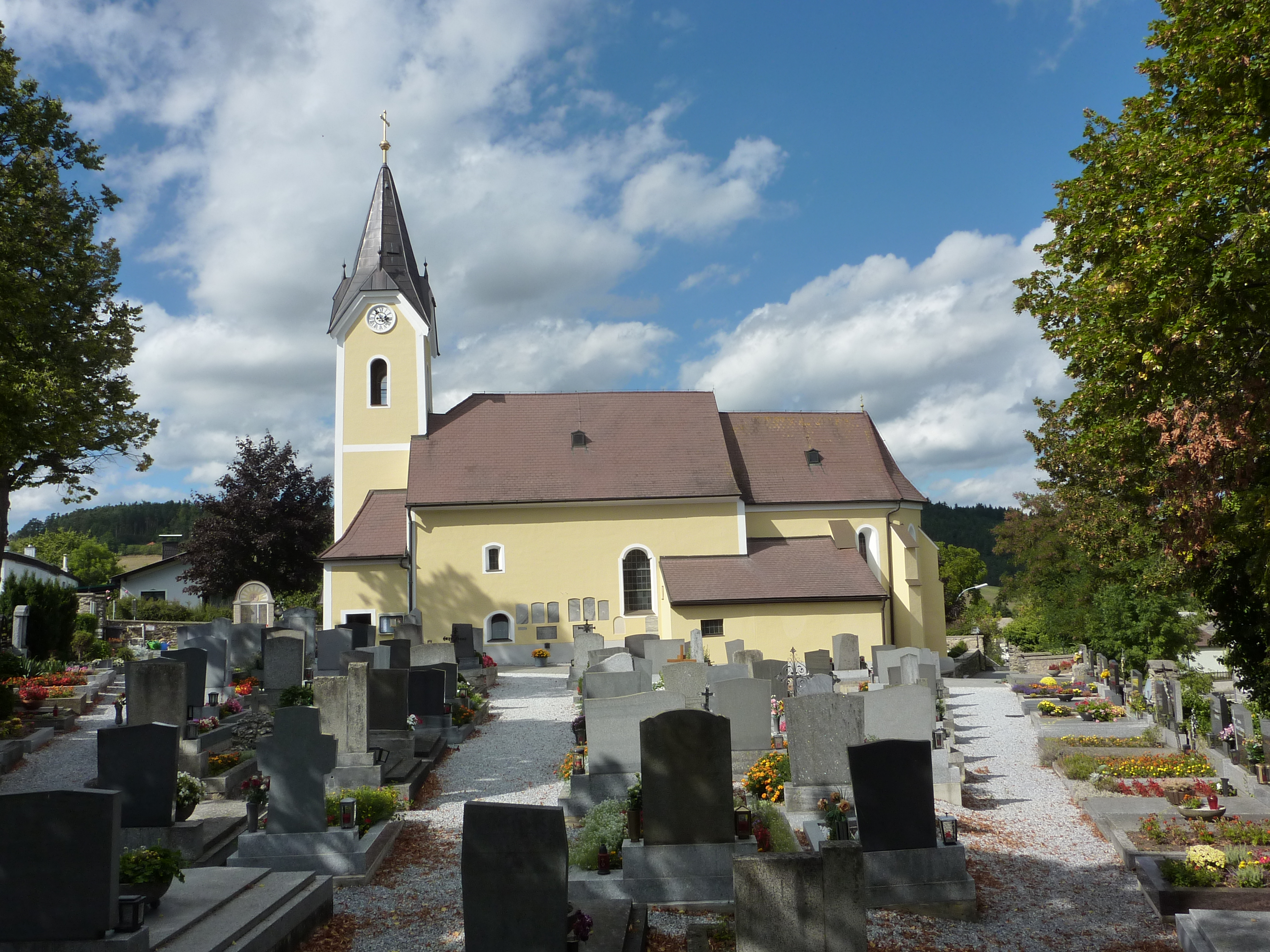
Pfarrkirche Loiwein

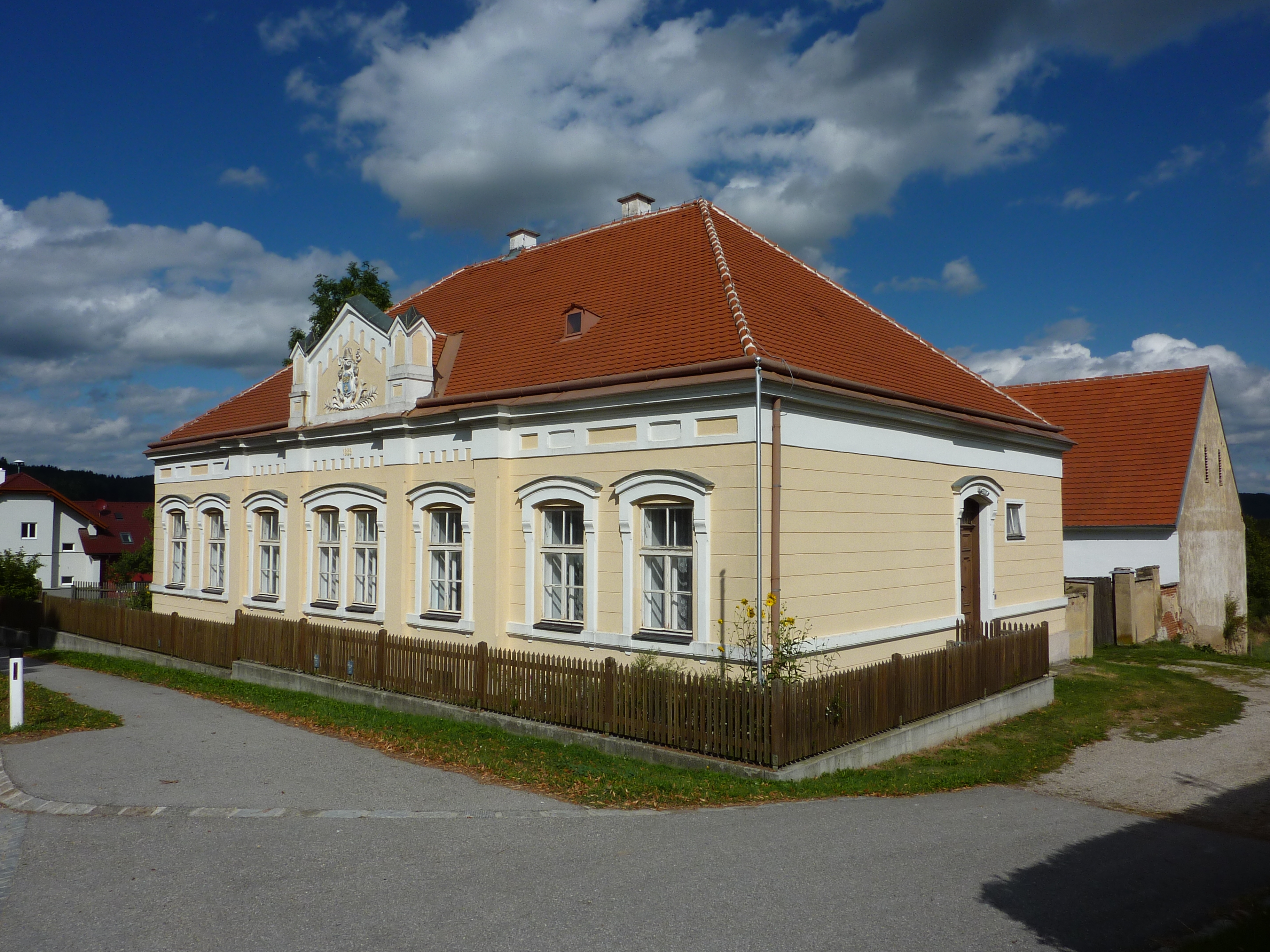
Pfarrhof Loiwein

- Katholische Pfarrkirche Großreinprechts hl. Veit
- Katholische Pfarrkirche Lichtenau im Waldviertel hl. Ägydius

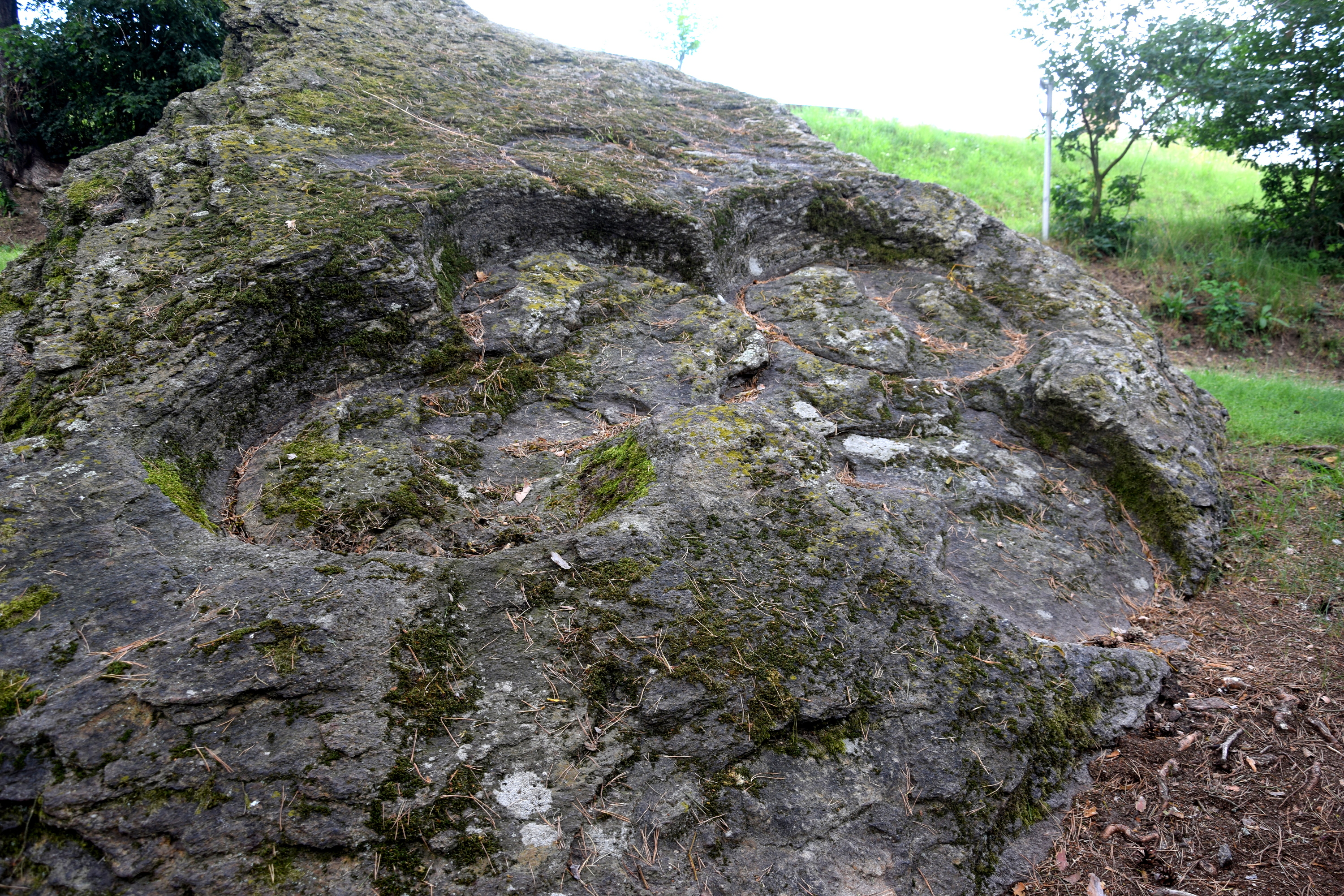
Naturdenkmal KR-020 „Heidnische Opferstätte“

- Katholische Pfarrkirche Loiwein hl. Johannes der Täufer
- Pfarrhof Loiwein
- Heimatmuseum Brauhaus in Brauhaus
- Kapelle Erdweis

Naturdenkmäler
- Gneisfelsblöcke

## Wirtschaft und Infrastruktur
Im Jahr 2011 gab es 167 Arbeitsplätze in der Landwirtschaft, 85 im Produktionssektor und 150 im Dienstleistungssektor. In Lichtenau wohnten über 1000 Erwerbstätige. Davon arbeiteten 300 in der Gemeinde, siebzig Prozent pendelten aus.

### Öffentliche Einrichtungen
In Lichtenau befindet sich ein Kindergarten und eine Volksschule.

## Politik

### Gemeinderat
Der Gemeinderat hat 21 Mitglieder.
- Nach den Gemeinderatswahlen in Niederösterreich 1990 hatte der Gemeinderat folgende Verteilung: 16 ÖVP, 3 SPÖ und 2 Liste Resterich.
- Nach den Gemeinderatswahlen in Niederösterreich 1995 hatte der Gemeinderat folgende Verteilung: 17 ÖVP, 2 SPÖ und 2 FPÖ.[9]
- Nach den Gemeinderatswahlen in Niederösterreich 2000 hatte der Gemeinderat folgende Verteilung: 18 ÖVP, 2 SPÖ und 1 FPÖ.[10]
- Nach den Gemeinderatswahlen in Niederösterreich 2005 hatte der Gemeinderat folgende Verteilung: 18 ÖVP und 3 SPÖ.[11]
- Nach den Gemeinderatswahlen in Niederösterreich 2010 hatte der Gemeinderat folgende Verteilung: 18 ÖVP und 3 SPÖ.[12]
- Nach den Gemeinderatswahlen in Niederösterreich 2015 hatte der Gemeinderat folgende Verteilung: 18 ÖVP und 3 SPÖ.[13]
- Nach den Gemeinderatswahlen in Niederösterreich 2020 hatte der Gemeinderat folgende Verteilung: 18 ÖVP, 2 SPÖ und 1 FPÖ.[14]
- Nach den Gemeinderatswahlen in Niederösterreich 2025 hat der Gemeinderat folgende Verteilung: 18 ÖVP und 3 FPÖ.[15]

### Bürgermeister
- 1968–1970 Franz Stummer, Allentsgschwendt
- 1970–1981 Ferdinand Höbart, Lichtenau
- 1981–1992 Josef Schitzenhofer, Obergrünbach
- 1992–2009 Hubert Nöbauer, Lichtenau
- seit 2009 Andreas Pichler, Obergrünbach (ÖVP)[16]

### Wappen
Blasonierung: Unter blauem Schildhaupt in Rot ein mit drei roten Jakobsmuscheln belegter goldener Schrägrechtsbalken.
Beschreibung: Im Wappen sind Elemente des Wappens des Ministerialengeschlechts der „Lichtenauer“ mit dem ehemaligen Gemeindewappen des eingemeindeten Ortes Loiwein verbunden.
Das ehemalige Marktwappen von Loiwein wurde im Jahre 1954 verliehen. Die Beschreibung lautet: „Im silbernen Feld schrägrechts untereinandergereiht drei rote Jakobsmuscheln“. – Es handelt sich dabei um das Muschelwappen der Ritterfamilie von Neidegg. Die Neidegger waren im 15. und 16. Jahrhundert als Besitzer der Schlösser und Güter von Lichtenau und Brunn am Wald unmittelbare Lehensinhaber eines Großteils der heutigen Gemeinde.
Das Wappen wurde der Gemeinde mit Bescheid vom 30. Juli 1991 durch die Niederösterreichische Landesregierung verliehen.

## Persönlichkeiten

### Söhne und Töchter der Gemeinde
- Ludwig Winkler (* 1937 in Erdweis), Politiker, Abgeordneter zum Landtag von Niederösterreich
- Hans-Dieter Roser (* 1941 in Allentsgschwendt; † 2022), Historiker, Germanist, Musik- und Theaterwissenschaftler, Dramaturg sowie Disponent mit den Forschungsschwerpunkten Oper, Operette und Musical.

### Personen mit Bezug zur Gemeinde
- Christian von Ehrenfels (1859–1932), Universitätsprofessor, Vordenker der Gestaltpsychologie bzw. Gestalttheorie
- Herrmann Ehrhardt (1881–1971), Freikorpsführer, Putschist – bewohnte Schloss Brunn am Walde